# 伊達美和子
伊達 美和子（だて みわこ、1971年（昭和46年）5月7日 - ）は、日本の実業家。森トラスト、森トラスト・ホテルズ&リゾーツ社長、経済同友会副代表幹事。

## 経歴・人物
東京都出身。祖父は森ビル創業者の森泰吉郎。父は森トラスト会長の森章。
聖心女子大学文学部卒業（44回生）、1996年（平成8年）慶應義塾大学大学院政策・メディア研究科修了後、長銀総合研究所に入社。
1998年（平成10年）森トラストに転じ、2000年取締役、2003年常務、2008年専務、2016年社長。2022年（令和4年）経済同友会副代表幹事。